# Zuiikin' English
Zuiikin' English ou officiellement Eikaiwa Taisō Zuiikin' English (英会話体操 Zuiikin' English, Eikaiwa Taisō Zuiikin Ingurisshu) est une émission de télévision japonaise en 24 épisodes d'environ 30 minutes diffusée en 1992 sur Fuji Television. Ce programme, diffusé à l'origine sur les périodes creuses de la nuit et du matin de la chaîne, montre une façon différente d'apprendre l'anglais en pratiquant de la gymnastique.
Elle est composée de 24 épisodes et fut rediffusée en 2005 sur une chaîne du satellite. Cette série a alors connu un succès international inattendu, avec surtout la parution des épisodes sur le site YouTube. La passion envers ces épisodes s'explique par les dialogues amusants et les mises en scènes parfois étranges. Une des plus connues est I have a bad case of diarrhea ou J'ai une vilaine diarrhée.
Les épisodes ont souvent été retirés des espaces d'échanges de vidéo à la demande de Fuji Television.